# Microcharon ourikensis
Microcharon ourikensis is een pissebed uit de familie Lepidocharontidae. De wetenschappelijke naam van de soort is voor het eerst geldig gepubliceerd in 1997 door Yacoubi-Khebiza, Boulanouar & Coineau.